# Henryk (imię)
Henrykⓘ – imię męskie pochodzenia germańskiego. Wywodzi się od słowa oznaczającego „potężny”, „możny” lub „bogaty”. Wśród imion nadawanych nowo narodzonym dzieciom, Henryk w 2017 r. zajmował 77. miejsce w grupie imion męskich. W całej populacji Polaków w 2017 r. Henryk zajmował 30. miejsce (207 913 nadań).
Henryk imieniny obchodzi 1 stycznia, 19 stycznia, 27 stycznia, 1 lutego, 15 lutego, 19 lutego, 23 lutego, , 2 marca, 7 kwietnia, , 10 kwietnia, 10 czerwca, 12 lipca, 13 lipca (wcześniej 15 lipca), 2 września i 10 października.
Żeński odpowiednik: Henryka.

## Odpowiedniki w innych językach
- angielski: Henry, Harry
- czeski: Jindřich
- duński: Henrik
- esperanto: Henriko[5]
- estoński: Indrek
- fiński: Henrik, Harri
- francuski: Henri
- hiszpański: Enrique
- islandzki: Hinrik
- kataloński: Enric
- łacina: Henricus
- niemiecki: Heinrich (w północnej części Niemiec często stosuje się skróconą formę „Hein”. „Heinz”)
- niderlandzki: Hendrik
- norweski: Henrik
- portugalski: Henrique
- szwedzki: Henrik
- walijski: Harri
- węgierski: Henrik
- włoski: Enrico, Arrigo

## Postacie o imieniu Henryk

### Władcy
- Henryk I (król Francji)
- Henryk I Ludolfing
- Henryk I Beauclerc
- Henryk I Brodaty
- Henryk I Cypryjski
- Henryk III Gruby
- Henryk I Kardynał
- Henryk I Kastylijski
- Henryk I niemodliński
- Henryk I Ptasznik
- Henryk Sandomierski
- Henryk I Starszy z Podiebradów
- Henryk II z Szampanii
- Henryk II (król Nawarry)
- Henryk II Cypryjski
- Henryk II Kłótnik
- Henryk II niemodliński
- Henryk II Plantagenet
- Henryk II Pobożny
- Henryk II Święty
- Henryk II świdnicki
- Henryk II Trastamara
- Henryk II Walezjusz
- Henryk II ziębicki
- Henryk III Salicki
- Henryk III Biały
- Henryk III głogowski
- Henryk Lew
- Henryk III Plantagenet
- Henryk III Walezy
- Henryk IV Salicki
- Henryk IV Burbon
- Henryk IV Lancaster
- Henryk IV Prawy
- Henryk IV Wierny
- Henryk V Salicki
- Henryk V Brzuchaty
- Henryk V Lancaster
- Henryk V Żelazny
- Henryk VI
- Henryk VII
- Henryk VIII
- Henryk VIII Tudor
- Henryk IX
- Henryk XI

### Imiennicy
- Enrique Iglesias – piosenkarz
- Henryk Arctowski – geograf
- Henri Bazin (1829–1917) – francuski inżynier, hydromechanik
- Henri Becquerel – fizyk i chemik z Francji
- Henryk Berlewi – malarz
- Arrigo Boito, właśc. Enrico Giuseppe Giovanni Boito – poeta
- Enrico Caruso – włoski tenor
- Papcio Chmiel – Henryk Chmielewski, rysownik
- Henri Coandă – konstruktor lotniczy
- Henryk Dampc – bokser
- Henryk Dembiński (generał) – inżynier, podróżnik
- Henryk Dobrzański – major, dowódców partyzancki w czasie II wojny światowej, ps. Hubal
- Enrico Faccini – włoski rysownik, scenarzysta
- Henry Fonda – aktor
- Henry Ford – amerykański przedsiębiorca samochodowy
- Henryk Goryszewski – polityk
- Henryk Gulbinowicz – kardynał
- Henka Gustafsson – żużlowiec
- Heinrich Heine – poeta
- Heinrich Himmler – hitlerowski zbrodniarz wojenny, polityk
- Henry Ian Cusick – brytyjsko-peruwiański aktor
- Henryk Ibsen – dramatopisarz
- Henryk Jabłoński – polski polityk, profesor
- Henryk Jankowski – duchowny katolicki
- Harry Kane – piłkarz
- Henryk Kasperczak – piłkarz
- Henry Kissinger – amerykański polityk
- Henryk Kocój – polski historyk
- Henryk Koczara – polski generał
- Henryk Kowalczyk – polityk
- Henrik Kristoffersen – skoczek narciarski
- Henryk Kusza – sportowiec, judoka
- Heinz Kuttin – skoczek narciarski
- Henrik Larsson – piłkarz
- Henri Lebesgue – matematyk
- Henri Meilhac – dramaturg
- Henryk Makower – polski lekarz, mikrobiolog
- Henryk Miłoszewicz – polski piłkarz
- Henryk Młynarczyk (1930–2015) – polski lekkoatleta, brązowy medalista mistrzostw Polski seniorów w biegu rozstawnym 4 × 100 metrów
- Henry Moseley – fizyk
- Harri Olli – skoczek narciarski
- Heinrich Rickert – filozof
- Henryk Rutkowski (1903–1925) – polski działacz komunistyczny, stracony za zabójstwa
- Henryk Rzewuski – pisarz
- Arrigo Sacchi – trener piłki nożnej
- Henryk Sienkiewicz – pisarz
- Henryk Smolarz – działacz polityczny
- Henryk Stokłosa – polityk, przedsiębiorca
- Henryk Stroka – poeta, pisarz, powstaniec styczniowy, pedagog, metodyk
- Harry Styles – brytyjski piosenkarz
- Henryk Wieniawski – muzyk
- Henry Charles Albert David Mountbatten-Windsor – książę Henryk z Walii (książę Harry)
- Henryk Zygalski – matematyk i kryptolog